# Port-au-Prince
Port-au-Prince (în creolă haitiană Pòtoprens) este capitala și cel mai mare oraș al statului Haiti. Orașul are o populație de 942.194 (2012) este situat pe coasta de vest a țării, la Atlantic și este capitala departamentului Ouest.
În ianuarie 2010 orașul a fost lovit de un cutremur puternic (vezi Cutremurul din Haiti (2010)).

## Clima
| Date climatice pentru Port-au-Prince | Date climatice pentru Port-au-Prince | Date climatice pentru Port-au-Prince | Date climatice pentru Port-au-Prince | Date climatice pentru Port-au-Prince | Date climatice pentru Port-au-Prince | Date climatice pentru Port-au-Prince | Date climatice pentru Port-au-Prince | Date climatice pentru Port-au-Prince | Date climatice pentru Port-au-Prince | Date climatice pentru Port-au-Prince | Date climatice pentru Port-au-Prince | Date climatice pentru Port-au-Prince | Date climatice pentru Port-au-Prince |
| Luna                                 | Ian                                  | Feb                                  | Mar                                  | Apr                                  | Mai                                  | Iun                                  | Iul                                  | Aug                                  | Sep                                  | Oct                                  | Nov                                  | Dec                                  | Anual                                |
| ------------------------------------ | ------------------------------------ | ------------------------------------ | ------------------------------------ | ------------------------------------ | ------------------------------------ | ------------------------------------ | ------------------------------------ | ------------------------------------ | ------------------------------------ | ------------------------------------ | ------------------------------------ | ------------------------------------ | ------------------------------------ |
| Maxima medie °C (°F)                 | 31 (88)                              | 31 (88)                              | 32 (90)                              | 32 (90)                              | 33 (91)                              | 35 (95)                              | 35 (95)                              | 35 (95)                              | 34 (93)                              | 33 (91)                              | 32 (90)                              | 31 (88)                              | 32,8 (91,1)                          |
| Media zilnică °C (°F)                | 27 (81)                              | 26.5 (79,7)                          | 27 (81)                              | 28 (82)                              | 28 (82)                              | 30 (86)                              | 30 (86)                              | 29.5 (85,1)                          | 28 (82)                              | 28 (82)                              | 27 (81)                              | 26.5 (79,7)                          | 28 (82,3)                            |
| Minima medie °C (°F)                 | 23 (73)                              | 22 (72)                              | 22 (72)                              | 23 (73)                              | 23 (73)                              | 24 (75)                              | 25 (77)                              | 24 (75)                              | 24 (75)                              | 24 (75)                              | 23 (73)                              | 22 (72)                              | 23,3 (73,9)                          |
| Ploaie mm (inches)                   | 33 (1.3)                             | 58 (2.28)                            | 86 (3.39)                            | 160 (6.3)                            | 231 (9.09)                           | 102 (4.02)                           | 74 (2.91)                            | 145 (5.71)                           | 175 (6.89)                           | 170 (6.69)                           | 86 (3.39)                            | 33 (1.3)                             | 1.353 (53,27)                        |
| Nr. mediu de zile ploioase (≥ 1 mm)  | 3                                    | 5                                    | 7                                    | 11                                   | 13                                   | 8                                    | 7                                    | 11                                   | 12                                   | 12                                   | 7                                    | 3                                    | 99                                   |
| Ore însorite                         | 279.0                                | 254.2                                | 279.0                                | 273.0                                | 251.1                                | 237.0                                | 279.0                                | 282.1                                | 246.0                                | 251.1                                | 240.0                                | 244.9                                | 3.116,4                              |
| Sursă: Climate & Temperature         |                                      |                                      |                                      |                                      |                                      |                                      |                                      |                                      |                                      |                                      |                                      |                                      |                                      |

## Personalități născute aici
- François Duvalier (1907 - 1971), om politic, fost președinte al statului Haiti;
- René Préval (1943 - 2017), om politic, fost premier al statului;
- Ariel Henry (n. 1949), om politic, premier;
- Leslie Voltaire (n. 1949), om politic, arhitect;
- Michaëlle Jean (n. 1957), om politic, jurnalistă canadiană, fost Guvernator General al Canadei;
- Jean-Max Bellerive (n. 1958), om politic, fost premier;
- Michel Martelly (n. 1961), om politic, președinte al statului;
- Garry Conille (n. 1966), medic, profesor universitar, om politic;
- Alix Didier Fils-Aimé (n. 1971), om politic, om de afaceri;
- Jean Sony Alcénat (n. 1986), fotbalist.